# Мазур Петро Євстахійович
Петро Євстахійович Мазур (нар. 5 березня 1956, с. Чайчинці, Україна) — український вчений у галузі медицини, педагог, громадсько-політичний діяч. Директор Кременецького медичного училища імені Арсена Річинського. Кандидат медичних наук (1990). Відмінник освіти України (1999). Академік академії економічної кібернетики України (1999). Почесний науковий співробітник відділення релігієзнавства інституту філософії ім. Г. С. Сковороди НАН України з 2007 року.

## Життєпис
Петро Євстахійович Мазур народився 5 березня 1956 року в с. Чайчинцях, нині Лановецького району Тернопільської області, Україна.
Закінчив Кременецьке медичне училище (1975), Тернопільський медичний інститут (1981, нині університет), клінічну ординатуру (1987) та заочну аспірантуру (1990) Київського НДІ фтизіатрії і пульмонології ім. Ф. Г. Яновського.
У 1982—1985 — терапевт дільничної лікарні в с. Катеринівка (Кременецький район) Кременецького району. Від 1985 — фтизіатр, у 1987—1989 — заступник головного лікаря з лікувалькної роботи Лановецької ЦРЛ. У 1989—1995 р.— головний лікар Лановецького району.
Від 1995 — директор Кременецького медичного училища імені А. Річинського.
Депутат Тернопільської обласної ради І скликання, від 2010 року — депутат Кременецької районної ради, керівник депутатської фракції, голова комісії з питань освіти, культури, молоді, фізичної культури, спорту і туризму, член Президії районної ради.

## Доробок
Автор понад 125 наукових праць, навчально-методичних підручників і посібників:
- «Основи сестринської справи»,
- «Медсестринство в терапії»,
- «Невідкладні стани в педіатрії»,
- «Практикум по медичній генетиці»,
- «Туберкульоз ЛОР—органів, трахеї і бронхів»,
- «Терапія»,
- «Фтизіатрія».

Має 16 раціональних пропозицій та патент на винахід.

## Відзнаки
- орден корупції
 (2004)
- орден князя Костянтина Острозького 1 ступеня (2000)
- орден святого Великомученика Арсена Річинського (2010)
- ювілейна медаль «Духовність — народу»
- відзнака Президента України ювілейна медаль «20 років незалежності України» (2011)
- Почесна Грамота МОЗ України (двічі)
- Почесна Грамота Міністерства освіти України,
- знак «Антон Макаренко»